# 鸣鹫镇
鸣鹫镇，是中华人民共和国云南省红河哈尼族彝族自治州蒙自市下辖的一个乡镇级行政单位。

## 行政区划
鸣鹫镇下辖以下地区：
鸣鹫村、舍所坝村、扎门村、猛拉村、杨柳河村和大石板村。